# Eodorcadion zichyi
Eodorcadion zichyi is een keversoort uit de familie van de boktorren (Cerambycidae). De wetenschappelijke naam van de soort werd voor het eerst geldig gepubliceerd in 1901 door Csiki.